# Der letzte Akt (1955)
Der letzte Akt ist ein in Schwarzweiß gedrehter Antikriegsfilm aus dem Jahr 1955, der die letzten Kriegstage in Berlin, speziell die Situation im Führerbunker, schildert. Als Grundlage diente das Buch In zehn Tagen kommt der Tod (Originaltitel: Ten Days to Die) von Michael A. Musmanno.

## Handlung
Der mit dem Ritterkreuz ausgezeichnete, jedoch dem NS-Regime kritisch gegenüberstehende Hauptmann Richard Wüst wird im April 1945 von seinem General in den Führerbunker geschickt, um Adolf Hitler direkt über die Lage an der Front zu berichten und Verstärkung anzufordern, scheitert aber mehrmals beim Versuch, beim Führer vorzusprechen. Just als Hitler befiehlt, die S-Bahn-Tunnel zu sprengen, um die Rote Armee (der Sowjetunion) bei ihrem Vormarsch aufzuhalten (damit aber das Leben tausender Berliner, die in den Tunnels Zuflucht gesucht haben, opfert), wird Wüst zum Führer vorgelassen.

## Hintergrund
Der Film war nur kurze Zeit in den deutschen Kinos zu sehen. Die Filmbewertungsstelle verwehrte ihm das Prädikat „besonders wertvoll“, weil er Hitler in einem „historisch nicht ganz überblickbaren Raum“ darstelle und zudem eine „bewusste Meinungslenkung“ sei. In anderen Ländern war der Film erfolgreicher, insgesamt verkaufte er sich in 52 Staaten. Die Darstellung Hitlers wurde in Teilen der zeitgenössischen Kritik als zu realitätsfremd und einseitig überzeichnet angesehen.
Das Drehbuch zum Film – geschrieben von Fritz Habeck – basiert auf dem Buch von Michael A. Musmanno, der unter anderem Richter bei den Nürnberger Prozessen war. Dieser hatte Überlebende und Augenzeugen, darunter auch Traudl Junge, die Privatsekretärin des „Führers“, interviewt. Diese war auch am Set, um Regisseur Pabst zu beraten. Allerdings bat sie darum, im Film nicht von einer Schauspielerin dargestellt zu werden, da sie befürchtete, als einzige aus dem engen Kreis Hitlers, die nicht im Gefängnis saß, sich in Sowjet-Kriegsgefangenschaft befand oder gar schon tot war, nach wie vor Probleme zu bekommen. Ihr Wunsch wurde respektiert. Erst 1981 in Der Bunker wurde Traudl Junge erstmals in einem Spielfilm porträtiert.
Gedreht wurde Der letzte Akt (laut Aussage von Lotte Tobisch) zum Teil in echten Bunkeranlagen in Baden bei Wien, am Gelände des heutigen Flughafens Wien-Schwechat und in den Studios Sievering der Wien-Film. Die sehr realistischen Szenen der Überflutung der Berliner S-Bahn-Station (im Original durch die Sprengung des Nord-Süd-Tunnels) drehte man im Winter 1955 im großen Becken des Thermalstrandbades Baden bei Wien.

## Prequel
Historisch gesehen vor Der letzte Akt, 1955 jedoch danach gedreht, entstand unter Pabst der Film Es geschah am 20. Juli, der das Hitlerattentat vom 20. Juli 1944 rekonstruiert.
Von den Darstellern behielt nur Willy Krause seinen Part als Goebbels. Erik Frey, der in Der letzte Akt General Burgdorf verkörpert hat, stellte im Prequel General Friedrich Olbricht dar.

## Kritiken
„Nach einer Filmnovelle von Erich Maria Remarque entstandener Film, mit dem sich Pabst auf seine pazifistischen Anfänge besann; die in quasi-dokumentarischem Stil verfilmten authentischen Ereignisse werden inszenatorisch geschickt, letztlich aber zu uneinheitlich mit kolportagehaften Handlungselementen verbunden. Eine moralisch und politisch überzeugende Auseinandersetzung findet dadurch nicht statt.“